# La Saint Pierre
La Saint Pierre (en russe : Petrov den) est une nouvelle d’Anton Tchekhov, parue en 1883.

## Historique
La Saint Pierre est parue en 1881 ou 1883.
C’est une nouvelle humoristique sur les chasseurs, l’ignorance des hobereaux et les maris jaloux.

## Résumé
Le 29 juin, enfin, c'est l’ouverture de la chasse. Egorovitch  Egor Obtemperanski a organisé une journée de chasse avec des amis. Il y a là le général en retraite Nékritchhikhovostov, à qui Egor doit huit mille roubles, le docteur Avakoum, qu’Egor soupçonne être l’amant de sa femme, son frère Mikheï, un mauvais coucheur, et d’autres amis.
On se rend dans une prairie où l’on espère tirer de la caille. À défaut de caille, le professeur Mangé tire des alouettes, le neveu du général rate tous les oiseaux, le général rate ses tirs à cause du docteur Avakoum mécontent d’être là. Ils quittent la prairie en abandonnant un chasseur, vont dans les marais, mais il y a là déjà trop de chasseurs. Ils essaient la forêt, mais avant de commencer, le général suggère de reprendre des forces. On déballe les provisions : vin, vodka, saucissons, esturgeons. Une tournée, deux tournées, trois tournées, le docteur s’arrête à neuf verres et part se coucher. À onze verres, Egor, qui n’a pas vu le docteur dormir sous les arbres, croit qu’il est parti rejoindre sa femme. Il prend la voiture du général, part au galop chez lui et trouve le bedeau sous le lit de sa femme.
À la quinzième tournée, le général est furieux. Sur une idée de Mikheï, il va faire une injonction d’huissier à Egor.
À la dix-huitième tournée, le reste des chasseurs part tirer dans la forêt, puis s’endort sous les arbres.
Le docteur se réveille le lendemain, seul. Il fait vingt-quatre verstes à pied en vingt-quatre heures pour rentrer à l’hôpital. Il ne participera plus jamais à la chasse.

## Personnages
- Nékritchhikhovostov, surnommé le Général dans la nouvelle
- Avakoum, docteur, n’aime pas la chasse
- Bolva, Cosma, bourgeois, vieillard.
- Mangé, professeur de Vania.
- Obtemperanski, Egor Egorovitch, militaire en retraite, hobereau
- Obtemperanski, Mikheï Egorytch, capitaine en retraite, frère d’Egor.
- Amphithéatrov, Vania, neveu du général.

## Édition française
- La Saint Pierre [Petrov den] d'Anton Tchekhov (trad. Madeleine Durand avec la collab. de E.Lotar, Wladimir Pozner et André Radiguet), dans le volume Premières nouvelles, Paris, 10/18, coll. « Domaine étranger », 2004  (ISBN 2-264-03973-6).